# Graham Waterhouse
Pour les articles homonymes, voir Waterhouse.
Graham Waterhouse, né le 2 novembre 1962, est un compositeur et violoncelliste anglais.
Il est connu pour sa musique de chambre et ses appariement instrumentaux inhabituels comme Bright Angel (en) pour trois bassons et contrebasson, Chieftain's Salute (en) pour Great Highland bagpipe et orchestre à cordes et des œuvres pour narration et violoncelle telles que Der Handschuh (en). Pour son propre instrument il a composé un Concerto pour violoncelle (en) et Trois pièces pour violoncelle solo (en). Il est l'auteur de quatuors à cordes (en) et de compositions qui les juxtaposent avec un instrument solo dont un Quintette avec piccolo (en), un Quintette avec basson (en) et la Rhapsodie macabre.

## Carrière
Graham Waterhouse naît à Londres, fils du renommé bassoniste et musicologue William Waterhouse. Il fréquente la Highgate School et étudie la musique à l'université de Cambridge (composition musicale avec Hugh Wood et Robin Holloway) et en Allemagne à la Hochschule für Musik und Tanz Köln (violoncelle avec Young-Chang Cho (en)) à la Folkwang Universität (violoncelle, avec Maria Kliegel à la direction d'orchestre et au piano). Il réside à Munich depuis 1992.
Waterhouse a reçu des commandes de l'International Double Reed Society (IDRS), de l'Orchestre de Chambre de Lausanne, de la Biennale de Munich, du Festival de musique du Schleswig-Holstein, de l'Orquesta Sinfónica Nacional del Estado de Mexico, de la fondation Kaske et du Park Lane Group (Londres) entre autres. Ses compositions ont été récompensées lors des concours Münchener Tonkünstlerverband (1996) et Via Nova à Weimar (2000). Son quatuor à cordes Chinese Whispers (en) a reçu le « prix de composition BCMS » de la Société de musique de chambre de Birmingham en 2011.
Il a interprété en tant que soliste son conserto pour violoncelle (en) à Mexico en 1995, à Nijni Novgorod, Weimar, Baden-Baden, St. Martin, Idstein (en) (version pour orchestre de chambre en 2005) et à Cambridge en 2008.
En 2001 il est compositeur en résidence du Solisten der Kammerphilharmonie Berlin, en 2006 artiste en résidence à Albertville et en 2008 Musician By-Fellow au Churchill College de l'université de Cambridge.
Il a travaillé avec l'Ensemble Modern et participé à la tournée de concerts de l'orchestre de l'Ensemble Modern en 2001 sous la direction de Pierre Boulez. Il s'est également produit avec les ensembles musikFabrik (en) et Kammerensemble Neue Musik Berlin.
En tant que compositeur et interprète, il s'intéresse particulièrement à la musique de chambre et a cofondé plusieurs ensembles de musique de chambre dont le Vuillaume-Cello-Ensemble qui joue sur des instruments fabriqués par Jean-Baptiste Vuillaume. Il crée en 1998 une série régulière de concerts de musique de chambre au Gasteig de Munich où sont programmées à la fois des œuvres contemporaines et du répertoire classique. Parmi les musiciens de ses concerts de musique de chambre figurent des membres de l'Orchestre philharmonique de Munich tel que le bassoniste Lyndon Watts (en). Waterhouse collabore avec les compositeurs Jens Josef (en) (flûte) et Rudi Spring (de) (piano). Ils paraissent ensemble en concert en trio au Gasteig, interprètent le trio de Martinů, la première de la version pour flûte des Gestural Variations et un chant de Noël de chaque compositeur, In dulci jubilo arrangé par Waterhouse. La mélodie Im Gebirg (« la montagne ») sur un poème de Hans Krieger (de) pour mezzo-soprano, flûte alto, violoncelle et piano est créée au Gasteig en 2010 par Martina Koppelstetter (en), Jens Josef (en), le compositeur et le pianiste Christopher White. Lors d'un concert où est donné The Proud Bassoon (en) au Wigmore Hall en mémoire de son père le 16 avril 2011, il interprète deux œuvres qu'il a écrites pour l'occasion. Epitaphium (en) et Bright Angel (en), sont créés au Royaume-Uni,. Lors du concert en conclusion du Festival Liszt de Gasteig en l'honneur du 200e anniversaire de Franz Liszt, sa musique de chambre composée pour piano solo et piano et quatuor à cordes est donnée dans un contexte de pièces à l'arrangement similaires de Liszt. En 2011, il compose une cantate de Noël (en) sur un texte de Krieger. En 2013, son trio avec piano Bells of Beyond est créé au Gasteig par Yury Revich et Valentina Babor. Incantations, un concerto da camera pour piano et ensemble, est créé et enregistré à Birmingham le 26 mars 2015 au CBSO Centre (en) par Huw Watkins (en) au piano, et le Groupe de musique contemporaine de Birmingham (en), dirigé par Richard Baker.
Les compositions reflètent la capacité individuelle et le caractère des musiciens et instruments, de la trompette piccolo au contrebasson, même les instruments inhabituels comme le heckelphone ou le didgeridoo. Il a arrangé le Chieftain's Salute (en) pour Great Highland bagpipe et orchestre à cordes, Hale Bopp (en), inspiré par la comète Hale-Bopp, pour orchestre à cordes avec garçon soprano (en) et The Akond of Swat (d'après un poème absurde d'Edward Lear) pour basson ténor, commande pour le musicien Richard Moore, basson et piano.
Il compose également plusieurs pièces pour violoncelle et voix parlée à partir d’œuvres littéraires aussi variées que des limericks (Vezza), des ballades (Der Handschuh (en)) et des pièces de théâtre (Hexeneinmaleins (de)), qu'il interprète et récite lui-même.
Il a donné des conférences sur la musique contemporaine au Komponisten-Colloquium annuel de l'université Carl von Ossietzky d'Oldenbourg à l'initiative de Violeta Dinescu.
Plusieurs de ses œuvres ont été composées pour le concours Jugend musiziert (de) et interprétées aux concerts des lauréats du prix
Le premier éditeur de ses compositions est le Friedrich Hofmeister Musikverlag (de) avec Aztec Ceremonies et Three Pieces for Solo Cello (en) en 1996. Sa musique est également publiée chez Zimmermann (en), Robert Lienau à Frankfort et Heinrichshofen à Wilhelmshaven entre autres.
Sa musique a souvent été enregistrée, en particulier sur Portrait (2001) avec des pièces pour piano, clarinette et violoncelle et Portrait 2 (2004) avec musique pour orchestre à cordes, interprétée par l'English Chamber Orchestra et pour orchestre d'harmonie, interprété par l'ensemble Endymion (en).

## Appréciations
Le 50e anniversaire du compositeur a été célébré par des concerts consacrés à son œuvre à Londres, Munich et Frankfort avec des interprétations de sa musique de chambre par des membres de l'Orchestre philharmonique de Munich. Peter Grahame Woolf a écrit à propos du concert-portrait de Graham Waterhouse à Highgate School le 9 octobre 2012, en mettant l'accent sur le quatuor à cordes Prophetiae Sibyllarum (en) et la Rhapsodie macabre. Une recension du concert au Gasteig le 4 novembre 2012 par la Süddeutsche Zeitung est intitulée Hochexpressiv (« très expressif ») et traite également du Praeludium, du Quintette avec basson (en) et du Quintette avec piccolo (en). Reinhard Palmer écrit dans le magazine Neue Musikzeitung (de) à propos du concert de Munich sous le titre Beliebter Außenseiter et compare les quintettes aux concertos tout en notant les influences de Karol Szymanowski et Witold Lutoslawski et les qualités de la narration musicale. La station de radio Hessischer Rundfunk diffuse un entretien le jour de son anniversaire.

## Œuvres (sélection)
- 1981 : Variations sur un thème de Pachelbel pour orgue
- 1984 : Scherzino pour piano, publié en 2006 dans Piano Album[15].
- 1986 : Hungarian Polyphony (en) pour quatuor à cordes
- 1989 : Piccolo Quintet (en)
- 1990 : Concerto pour violoncelle (en)
- 1991 : Mouvements d'Harmonie (en) pour ensemble à vents, dédicacé à William Waterhouse
- 1991 : Nonette pour quintette à vents, trio pour cordes et contrebasse
- 1992 : Praeludium pour piano
- 1993 : Vezza, Limerick pour violoncelle et voix parlée, Whether the weather be hot– comme le prononcerait un Allemand
- 1993 : Four Epigraphs after Escher pour heckelphone, alto et piano – d'après des dessins de M. C. Escher
- 1993 : Celtic Voices and Hale Bopp (en) pour orchestre à cordes avec obbligato aigu et voix
- 1995 : Aztec Ceremonies pour contrebasson et piano, créé à Rotterdam
- 1996 : Trois pièces pour violoncelle solo (en), dédicacé à Siegfried Palm
- 1997 : Ode to an Australian Forebear pour flûte, marimba, violoncelle et didgeridoo
- 1998 : Kreuzverhör pour flûte, hautbois et trio à cordes, créé à la Biennale de Munich
- 1998 : Diplo-Diversions pour basson et piano, créé au congrès IDRS
- 1998 : Hexenreigen pour quatuor de bassons
- 1998 : Hymnus pour ensemble à vents
- 1999 : Bei Nacht (en) (De nuit) pour trio avec piano, inspiré par un tableau de Kandinsky, Nacht
- 1997 : Gestural Variations pour hautbois, basson et piano, remporte un prix Via Nova à Weimar en 2000
- 2001 : Chieftain's Salute (en) pour Great Highland bagpipe et orchestre à cordes
- 2002 : Sinfonietta pour orchestre à cordes
- 2002 : Threnody pour violoncelle solo, publié sous le titre Music against Terrorism and Violence[16].
- 2003 : Quintette avec bassons (en), créé à Munich, révisé en 2011
- 2003 : Sicilian Air pour flûte et piano
- 2003 : Sechs späteste Lieder d'après Hölderlin pour mezzo-soprano et violoncelle
- 2005 : Der Handschuh (Waterhouse) (en) (Le Gand), Ballade (en) de Friedrich Schiller, pour violoncelle et voix parlée
- 2007 : Das Hexen-Einmaleins, d'après Goethe (Cuisine de sorcière), pour violoncelle et voix parlée
- 2007 : Belsatzar d'après Heine pour voix parlée et violoncelle (Cuisine de sorcière), pour violoncelle et voix parlée
- 2008 : Bright Angel (en) pour trois bassons et contrebasson, créé à Provo, Utah, en références au Bright Angel Trail
- 2009 : Phoenix Arising pour basson et piano, tribut à William Waterhouse, créé à Londres
- 2009 : Epitaphium (en) In Memoriam W.R.W. pour trio à cordes, créé à Munich
- 2009 : The Akond of Swat (d'après un poème d'Edward Lear) pour basson ténor, basson et piano, créé à l'IDRS de Birmingham
- 2009 : Canto Notturno pour trio avec piano, créé à Munich
- 2010 : Chinese Whispers (en) pour quatuor à cordes, créé à Preston
- 2010 : Im Gebirg sur un poème de Hans Krieger (de) pour alto, flûte alto, violoncelle et piano, créé à Munich
- 2010 : Der Werwolf et The Banshee sur un poème de Christian Morgenstern pour voix parlée et violoncelle
- 2010 : Zeichenstaub (en) pour trio à cordes, créé à Arnstadt
- 2011 : Maśniaki, Souvenirs des monts Tatra pour violon solo, créé à Munich
- 2011 : Concerto da camera pour violoncelle et ensemble de chambre, créé à Munich
- 2011 : Rhapsodie macabre pour piano et quatuor à cordes, créé à Munich
- 2012 : Der Anfang einer neuen Zeit (Début d'une nouvelle ère), cantate de Noël (en) sur un texte de Hans Krieger (de), créé à Essen
- 2012 : Prophetiae Sibyllarum (en) pour quatuor à cordes, créé à Munich
- 2012 : In blauen Linien, quatuor pour flûtes, créé à Munich
- 2013 : Sonata ebraica for viola and piano (2012–2013), créé à Munich
- 2013 : in nomine for cello solo, In Nomine, créé à Idstein (en)
- 2013 : Bells of Beyond, trio avec piano, créé à Munich
- 2013 : Sonata Cubista, sonate pour violon, créé à Munich
- 2014 : Alcatraz (en), quatuor à cordes, créé à Munich
- 2014 : Sextet op. 1, sextuor à cordes, créé à Munich
- 2014 : Carpe diem, cantate pour solistes, chœur et orchestre, créé à Munich
- 2014 : Skylla and Charibdis, quatuor avec piano, créé à Munich
- 2015 : Incantations, concerto da camera pour piano et ensemble de chambre, créé à Birmingham
- 2023 : Birkenlicht, sonate pour violoncelle

## Discographie
- 2000 : Bassoon With a View, Innova Recordings (Aztec Ceremonies)
- 2001 : Bassoon With a View, Innova Recordings (Aztec Ceremonies)
- 2001 : Benchmarks Vol. – Folkestone and Hythe, Kent (Variations sur un thème de Pachelbel): Benchmarks Vol. – Folkestone and Hythe, Kent (Variations sur un thème de Pachelbel)
- 2001 : Graham Waterhouse Portrait, musique de chambre, chez Cybele (label)[17],[18]
- 2004 : Graham Waterhouse Portrait 2, music for string orchestra and wind ensemble, Meridian Records (en)[13]

### Œuvres en soliste
- 2007 : concerto piccolo, Archiv Music (Piccolo Quintet (en))